# White-Sands-Nationalpark
Der White-Sands-Nationalpark [waɪt ˌsændz -] (deutsch Weißer Sand) ist ein rund 25 km südwestlich von Alamogordo (New Mexico) gelegenes Naturschutzgebiet vom Typ eines Nationalparks am nördlichen Ende der Chihuahua-Wüste. Es umfasst in einem weiten Tal – dem Tularosa-Becken – den südlichen Teil eines 712 km² großen Gipsfeldes, auf dem sich riesige Dünen gebildet haben. Das seit 1933 als National Monument geführte Areal, wurde am 20. Dezember 2019 durch den Kongress zum Nationalpark erklärt.

## Tularosa Basin
Der Gips, aus dem die White Sands bestehen, bildete den Grund eines flachen Meeres, das diese Region vor 250 Millionen Jahren bedeckte. Schließlich entstand daraus mit Meeresablagerungen angereichertes Sedimentgestein, das vor rund 70 Millionen Jahren, als die Rocky Mountains sich formten, zu einer gigantischen Kuppel aufgeworfen wurde. Vor rund zehn Millionen Jahren begann die Mitte dieser Kuppel einzustürzen und bildete fortan das Tularosa Basin. Die verbliebenen Ränder der abgesackten Kuppelformation bilden heute die San Andres Mountains und Sacramento Mountains.

## Genese

### White Sands

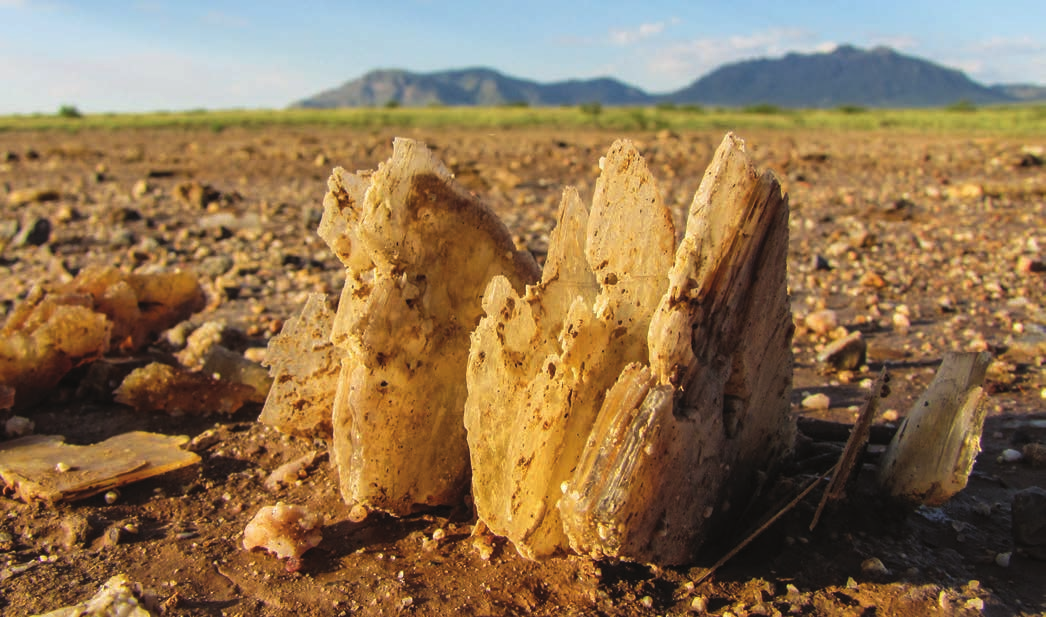
Selenit-Kristalle auf einem Gewässergrund, die als meterstarkes Sediment wahrscheinlich das Ausgangsmaterial für den Gipssand waren.

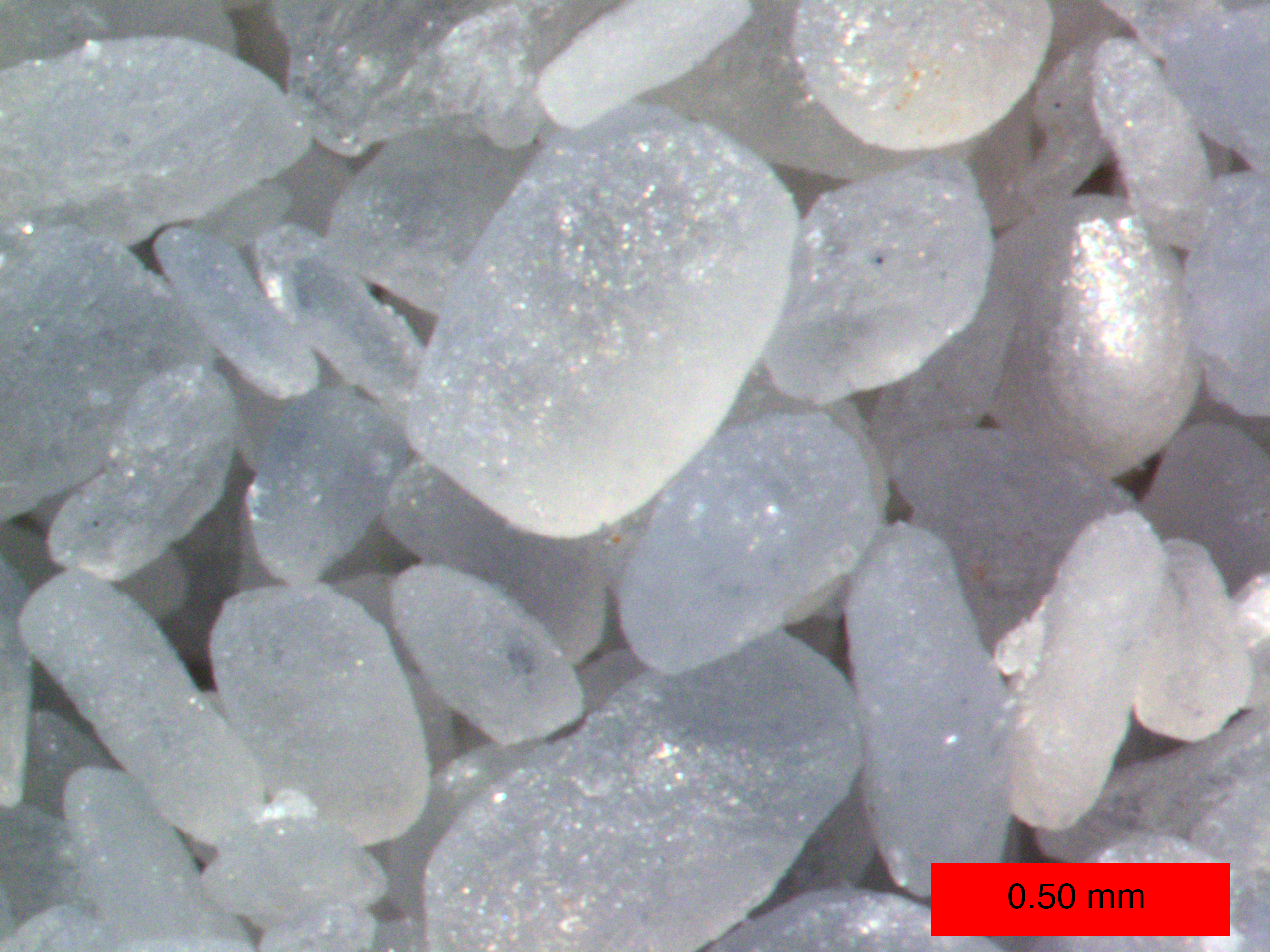
Durch Verwitterung und Erosion entstandene Gipskristallkörnchen. Ca. 98 % des Minerals, aus dem die Dünen bestehen, ist Gips.

Der Gips (Calciumsulfat-Dihydrat) ist ein Mineral, das weit oben in den San Andres und Sacramento Mountains vorkommt. Durch die Hebung der Berge wurde er im Laufe der Zeit durch Schnee und Regen aus den Felsen gelöst. Anschließend gelangte er in das Tularosa Basin und wurde dort sukzessive als Sediment abgelagert. Dieses würde von Flüssen normalerweise in das Meer getragen werden, doch da es im Tularosa-Becken keinen Abfluss gibt, sind der Gips und andere gelöste Sedimente innerhalb des Tals gefangen. Nachdem das Wasser aus dem Sediment verdunstete, kristallisierte der Gips zu Selenit aus. Die Gipskristalle im Sediment zerbrachen durch Verwitterung zu Körnern, die durch den Südwestwind zu riesigen weißen, staubigen Dünen aufgetürmt wurden (Deflationsprozess).
Einer der tiefsten Punkte des Tals ist ein großer ausgetrockneter See, der sich zeitweilig mit Wasser füllt: der Lake Lucero. Sobald dessen Wasser wieder verdunstet, sammelt sich gelöster Gips auf der Oberfläche. Während der letzten Eiszeit gab es noch mehr Gipsablagerungen, da ein großer See – der Lake Otero – den größten Teil des Tals bedeckte. Er trocknete aus und hinterließ eine große Alkali-Ebene. Die Herkunft der Gipskristallkörnchen im zentralen Dünenfeld konnte durch Bestimmung des Verhältnisses von 34S/32S-Isotopen in Sedimentproben der Alkali-Ebene ermittelt werden (δ34S-Methode). Die Analysen ergaben, dass der Großteil der Gipskörnchen aus den tiefliegenden Sedimentschichten des ehemaligen Lake Otero stammten und somit älteren Datums sind. Der Lake Lucero trägt nur geringfügig zur Dünenbildung bei.

### Dünen
Während feuchter Wetterperioden, in denen das Wasser langsam verdunstet, lagert sich der Gips am Grund des trockenen Sees in kristalliner Form ab (siehe Abbildung). Entlang der Küste des Lake Lucero und der Alkali-Ebene bedecken Selenitkristalle den Boden, manche bis zu einem Meter lang, und bilden Lagen. Die Kräfte der Natur, Kälte und Wärme sowie Feuchte und Trockenheit zerbrechen die Kristalle schließlich zu kleinen Sandpartikeln, die leicht genug sind, um vom Wind davongetragen zu werden.
Starke Winde blasen über den trockenen See, nehmen Gipspartikel auf und tragen sie mit sich. Wenn sich die Sandkörnchen zu Dünen aufhäufen, prallen sie gegen die sanftgeschwungene, windwärts gelegene Seite der Düne und produzieren kleine Wellen auf deren Oberfläche. Am steilen Kamm der Düne baut sich der Sand solange auf, bis ihn die Schwerkraft abrutschen lässt; dadurch bewegt sich die Düne vorwärts.
In White Sands gibt es vier verschiedene Arten von Dünen:
- Kuppelförmige Dünen: Die ersten Dünen, die sich windwärts von Lake Lucero bilden, sind niedrige Sandhügel, die sich bis zu zehn Meter jährlich fortbewegen.
- Barchandünen: Halbmondförmige Dünen bilden sich in Gebieten mit starkem Wind, der nur begrenzt neuen Sand mit sich bringt.
- Diagonale Dünen: In Gebieten, die ausreichend mit Sand versorgt werden, verbinden sich halbmondförmige Dünen miteinander und bilden lange Hügelketten aus Sand.
- Parabelförmige Dünen: Entlang der Ränder des großen Dünenfeldes verankern Pflanzen die Ausläufer der halbmondförmigen Dünen miteinander und kehren ihre Form um, sodass sich die Luv-Seite auf der Innenseite der Dünen befindet.

Der (Ab-)Transport von Gipssand wird durch weitere Faktoren wie z. B. dem Grundwasserspiegel, der Luftfeuchtigkeit und dem Niederschlag beeinflusst. Bei steigendem Grundwasserspiegel kriecht Wasser zwischen den Körnern, in Folge des Kapillareffekts, aufwärts und verhindert durch das „Verkleben“ der Körnchen ihre Deflation. Die Dünen bestehen abhängig von Typ, Lage und Witterung zu 13–38 % aus Wasser.
Neben den Dünen entstehen ebenfalls bis zu 6 m hohe Yardangs in Folge einer Kombination aus Zementation, Erosion und Deflation. Sie lassen sich bevorzugt im Süden des Parks östlich vom Lake Lucero finden. Ähnlich wie in typischen Sandwüsten entstehen auch im White-Sands-Nationalpark Fulgurite.

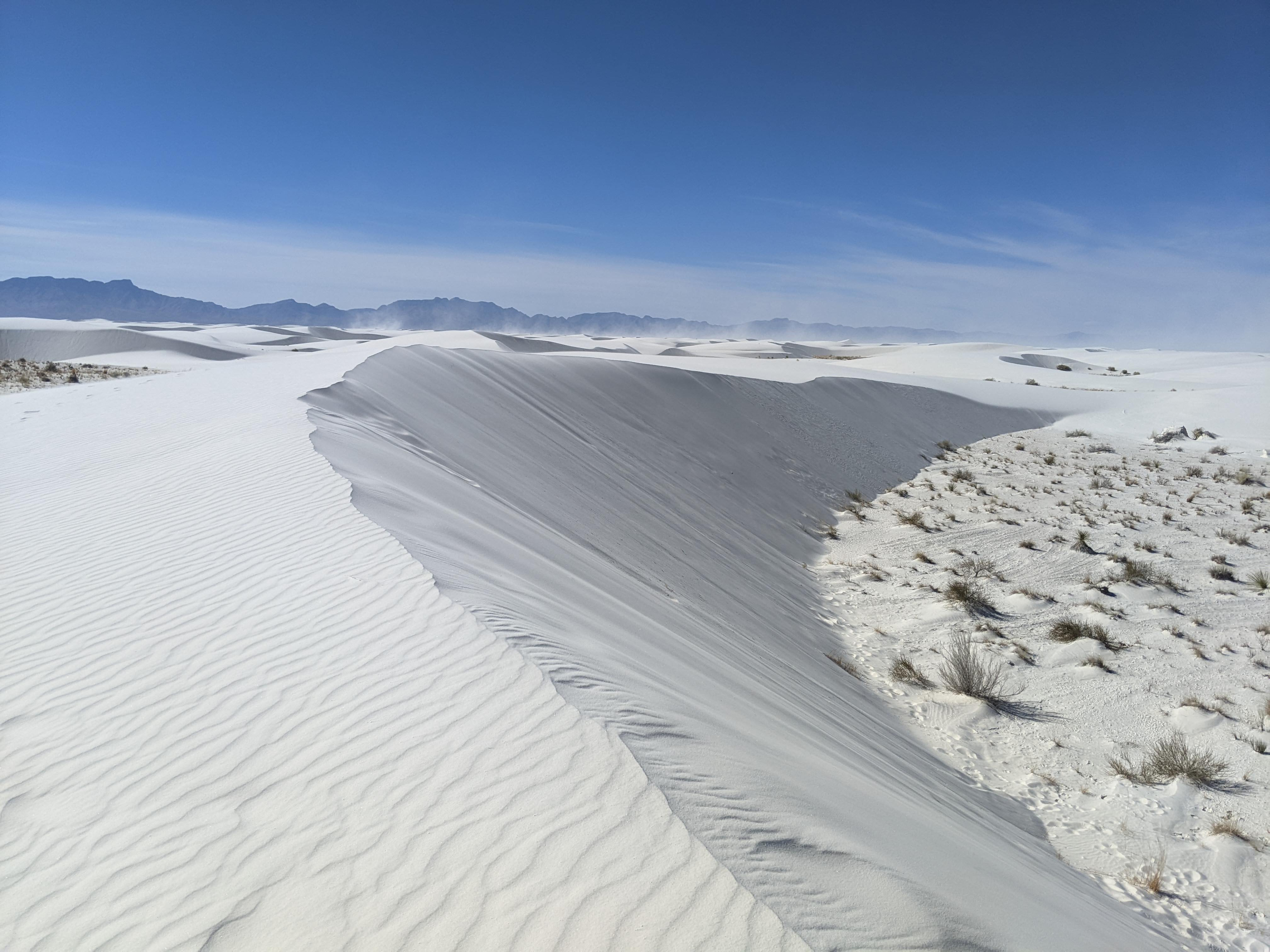
Barchandünen mit Körnerstrom an der Hangseite
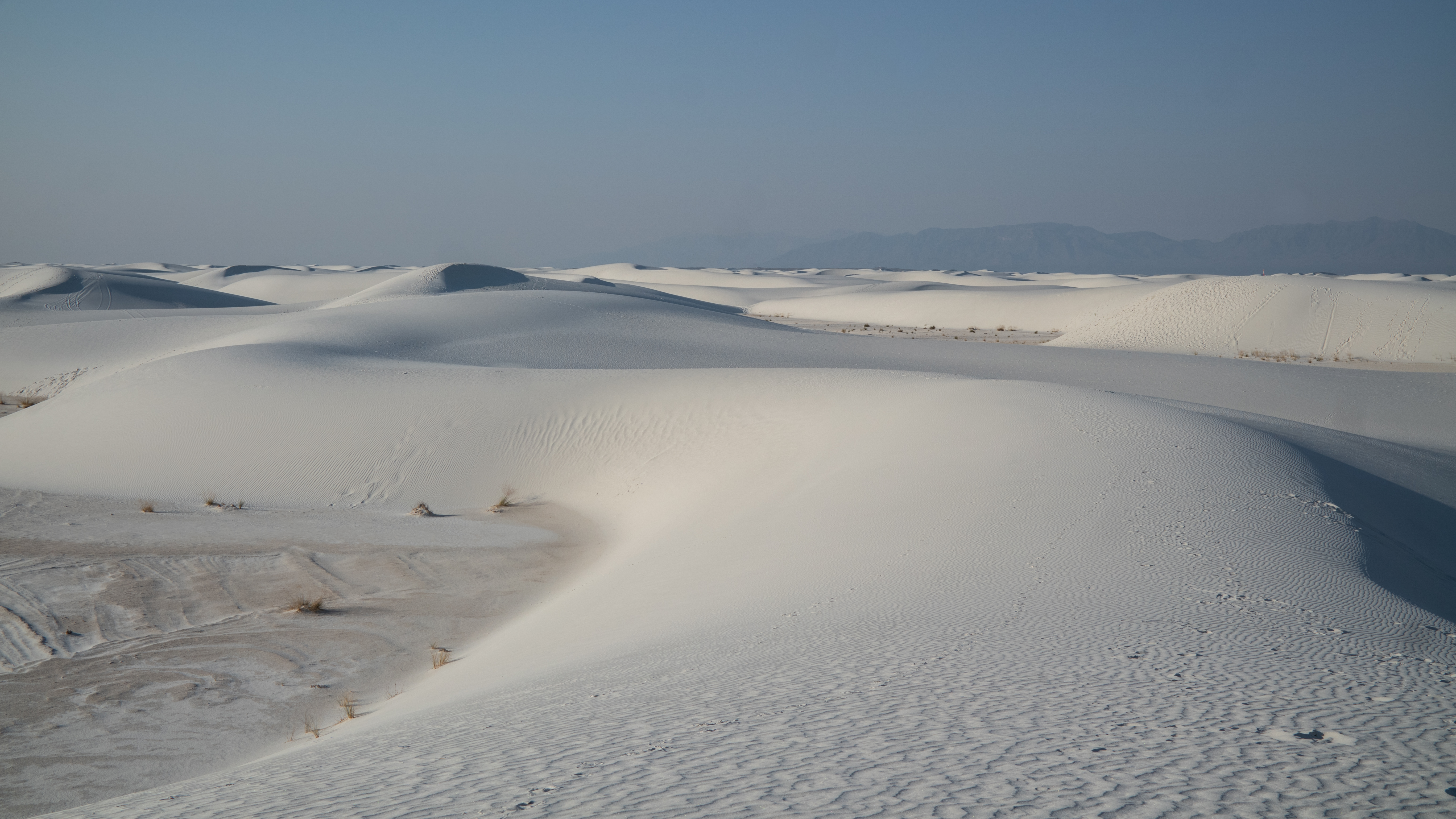
Diagonale Dünenkette
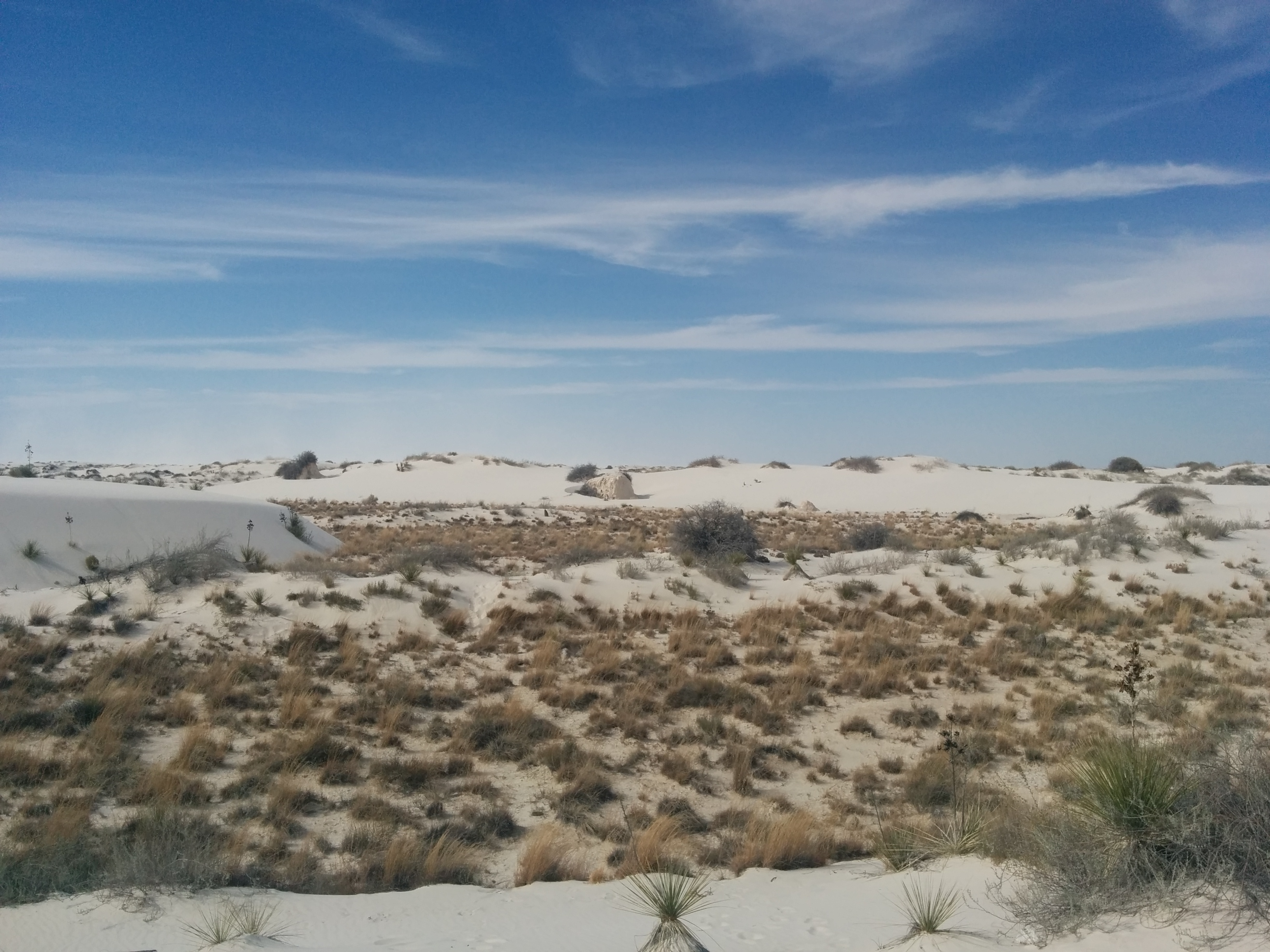
In den Randflächen des Parks gebildete parabelförmige Dünen
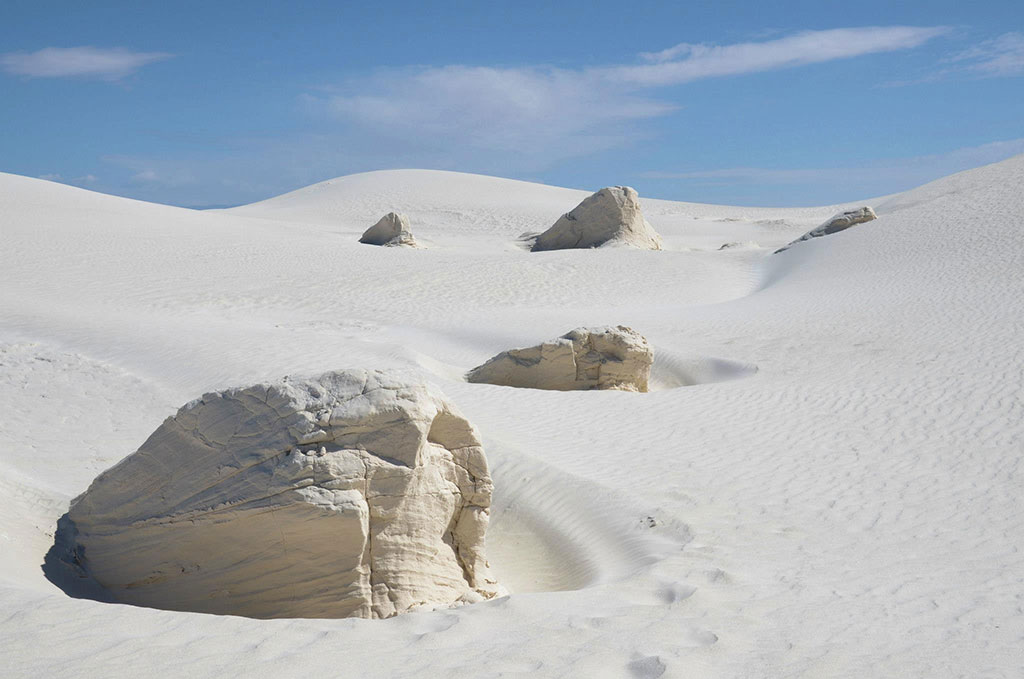
In Dünenformationen eingebettete Yardangs

## Flora

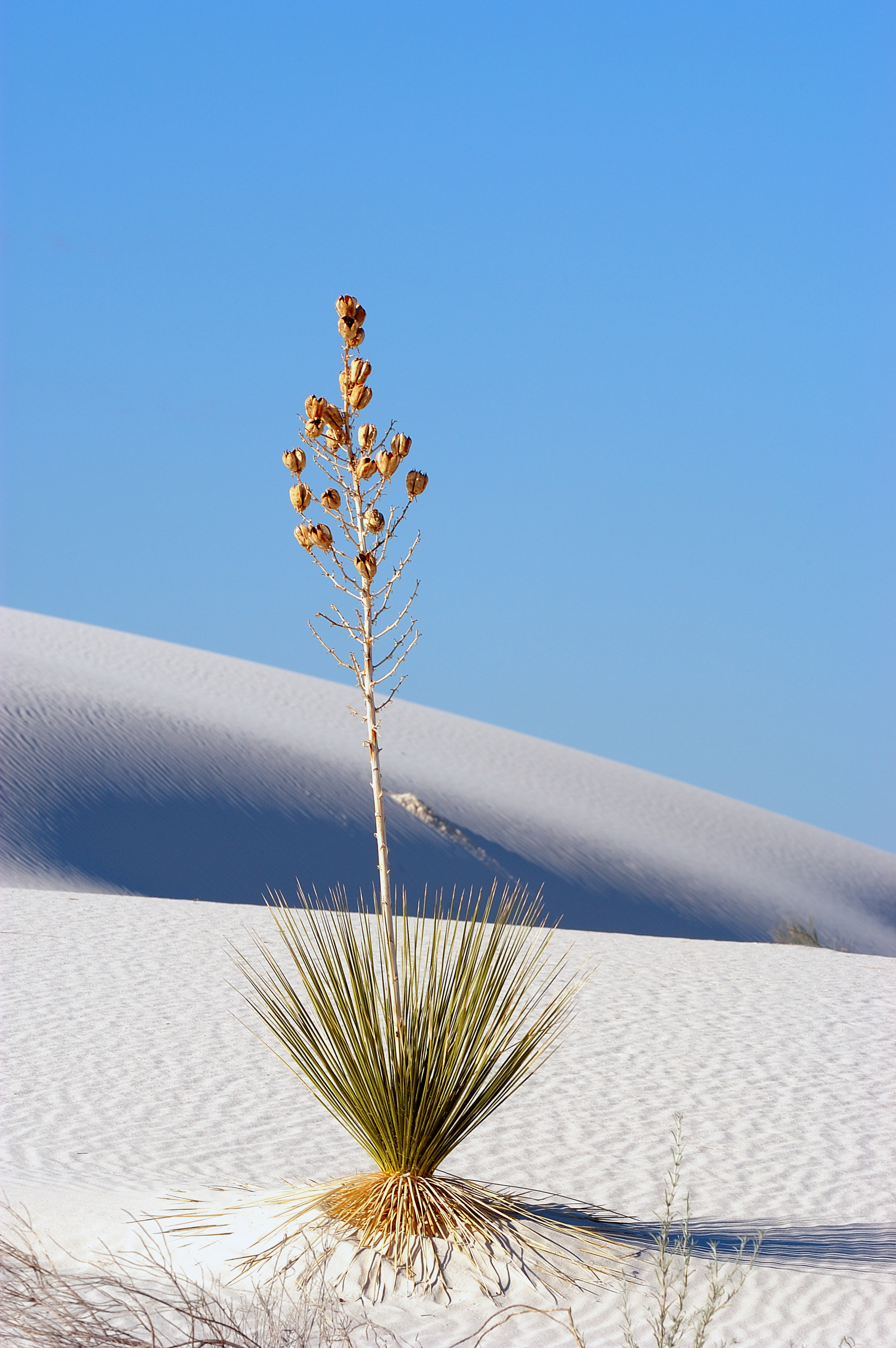
Seifen-Palmlilie

Einige Pflanzen und Tiere, die gut für das Leben in der Wüste ausgerüstet sind, haben sich angepasst, um in der veränderlichen Welt der Dünen zu überleben und nicht unter dem Sand begraben zu werden. Die Seifen-Palmlilie (Soap Tree Yucca) verlängert ihren Stamm, damit sich ihre Blätter immer über dem Sand befinden und wächst auf diese Weise bis zu 30 cm pro Jahr. Andere Pflanzen halten einen Teil der Düne mit ihren Wurzeln fest und können auf dem so verankerten Sandsockel weiterwachsen, während sich die Düne fortbewegt. Einige Wüstengräser überleben durch kurze Lebenszyklen und der verstärkten Ausbreitung von Samen durch den Wind.
Weitere Pflanzengattungen bzw. -arten, die u. a. im Nationalpark vorkommen, sind: Abronia angustifolia, Achnatherum hymenoides, Acleisanthes lanceolata, Andropus carnosus, Atriplex canescens, Bouteloua breviseta, Centaurium calycosum, Chilopsis linearis, Ephedra trifurca, Ericameria nauseosa, Frankenia jamesii, Mentzelia multiflora, Oenothera, Poliomintha incana, Rhus trilobata, Schizachyrium scoparium, Sporobolus airoides, Tamarix und Tiquilia hispidissima.

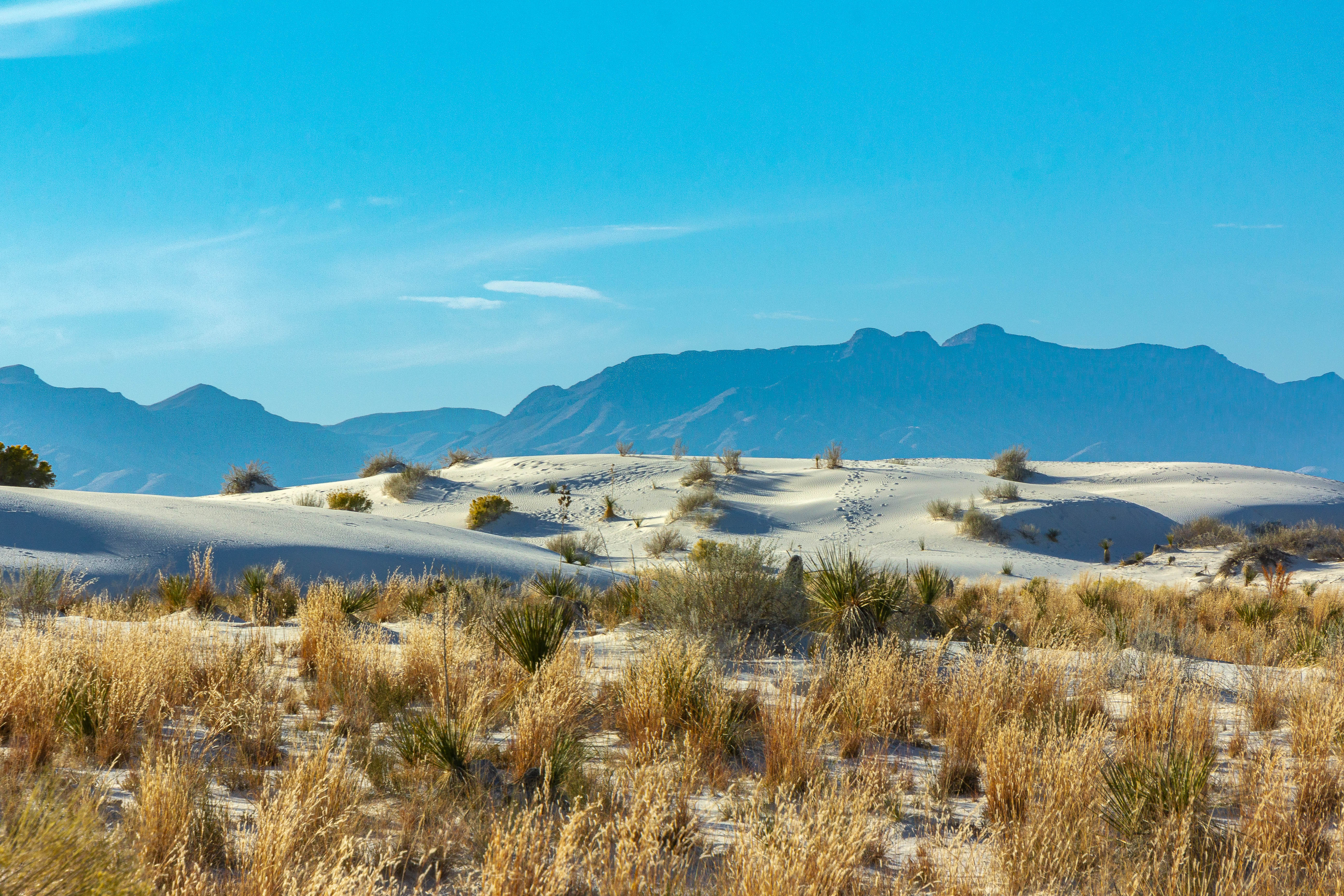
Präriegras (Schizachyrium scoparium)
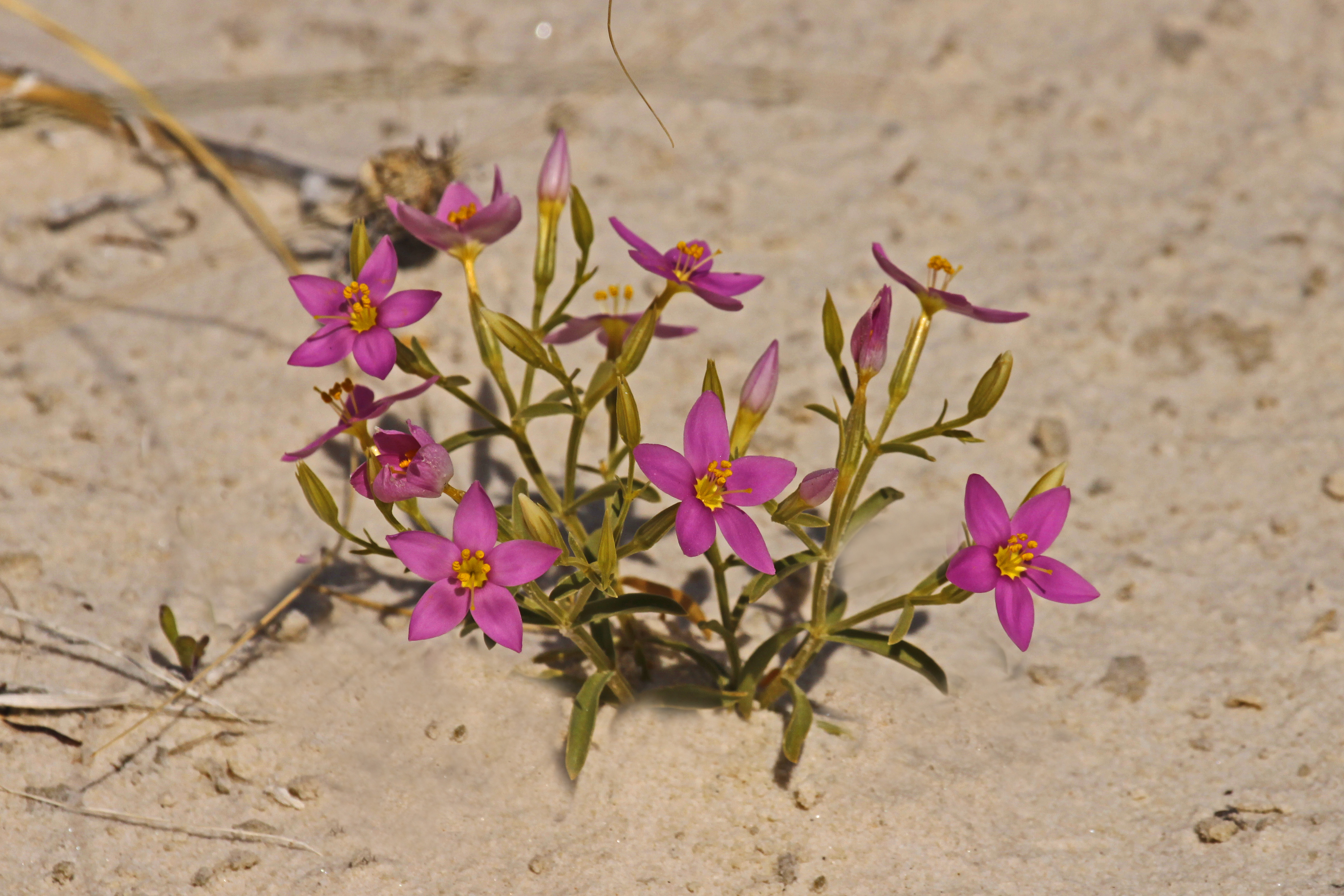
Tausendgüldenkraut (Centaurium calycosum)
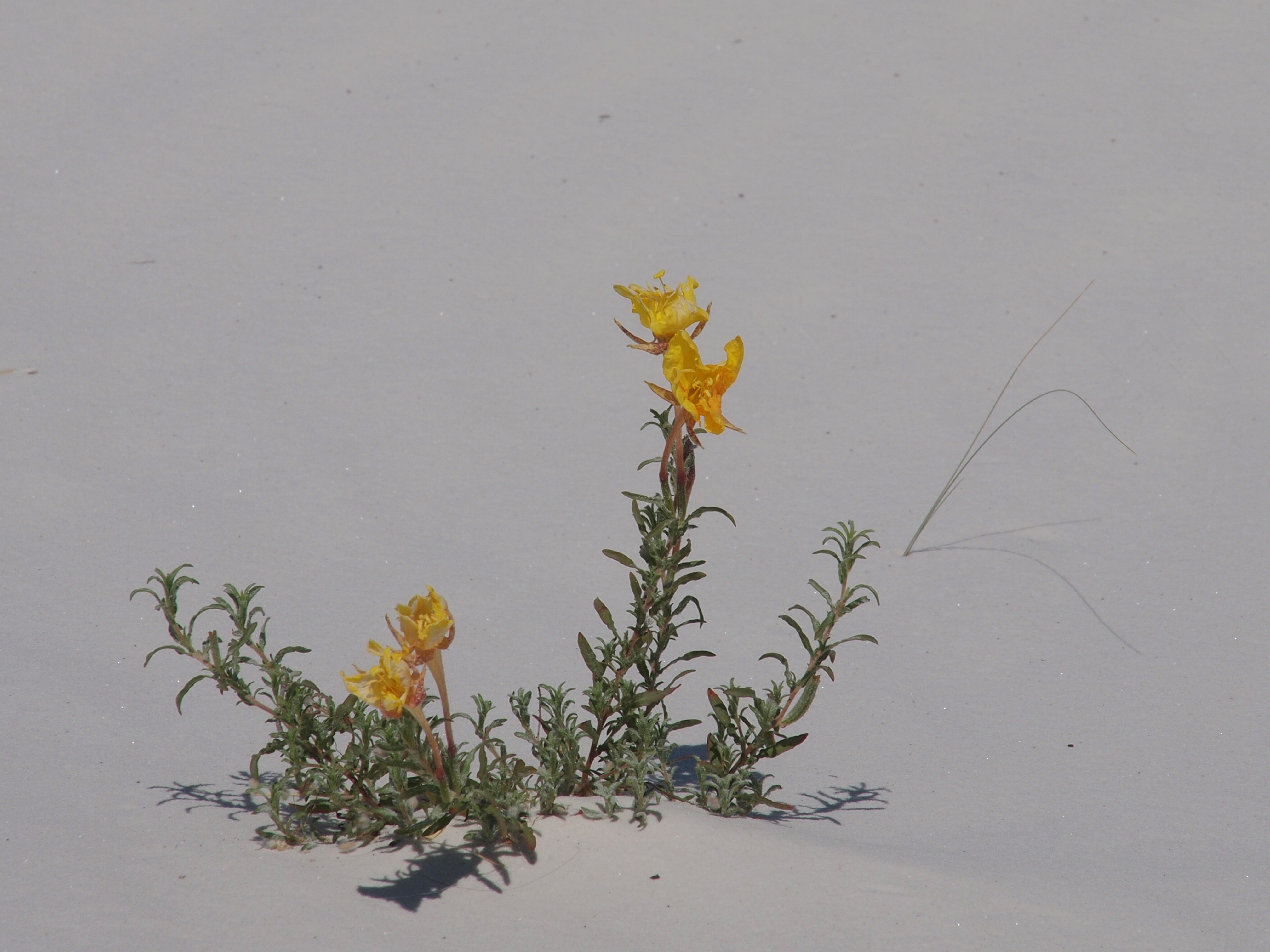
Nachtkerze (Oenothera)
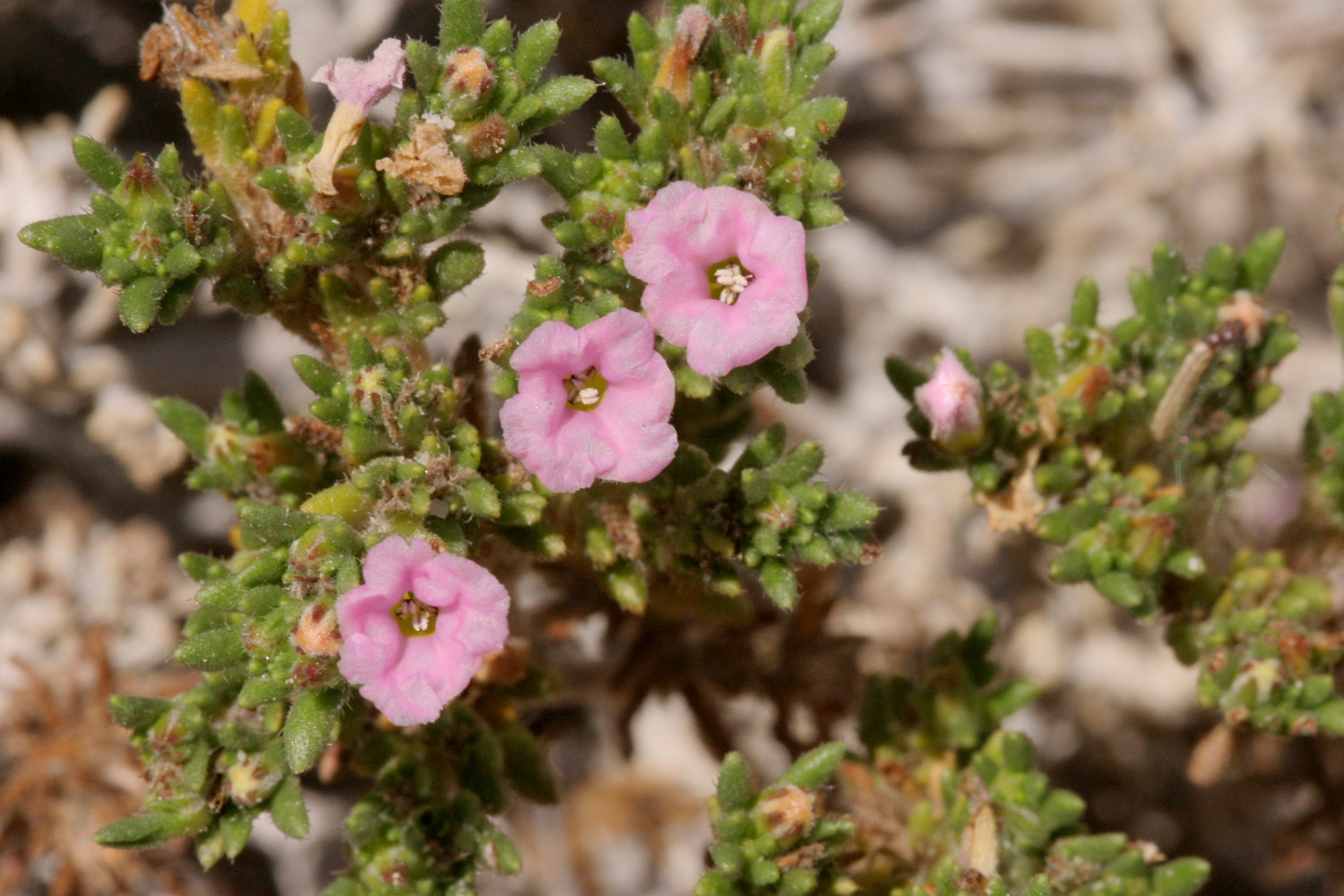
Raublattgewächs (Tiquilia hispidissima)
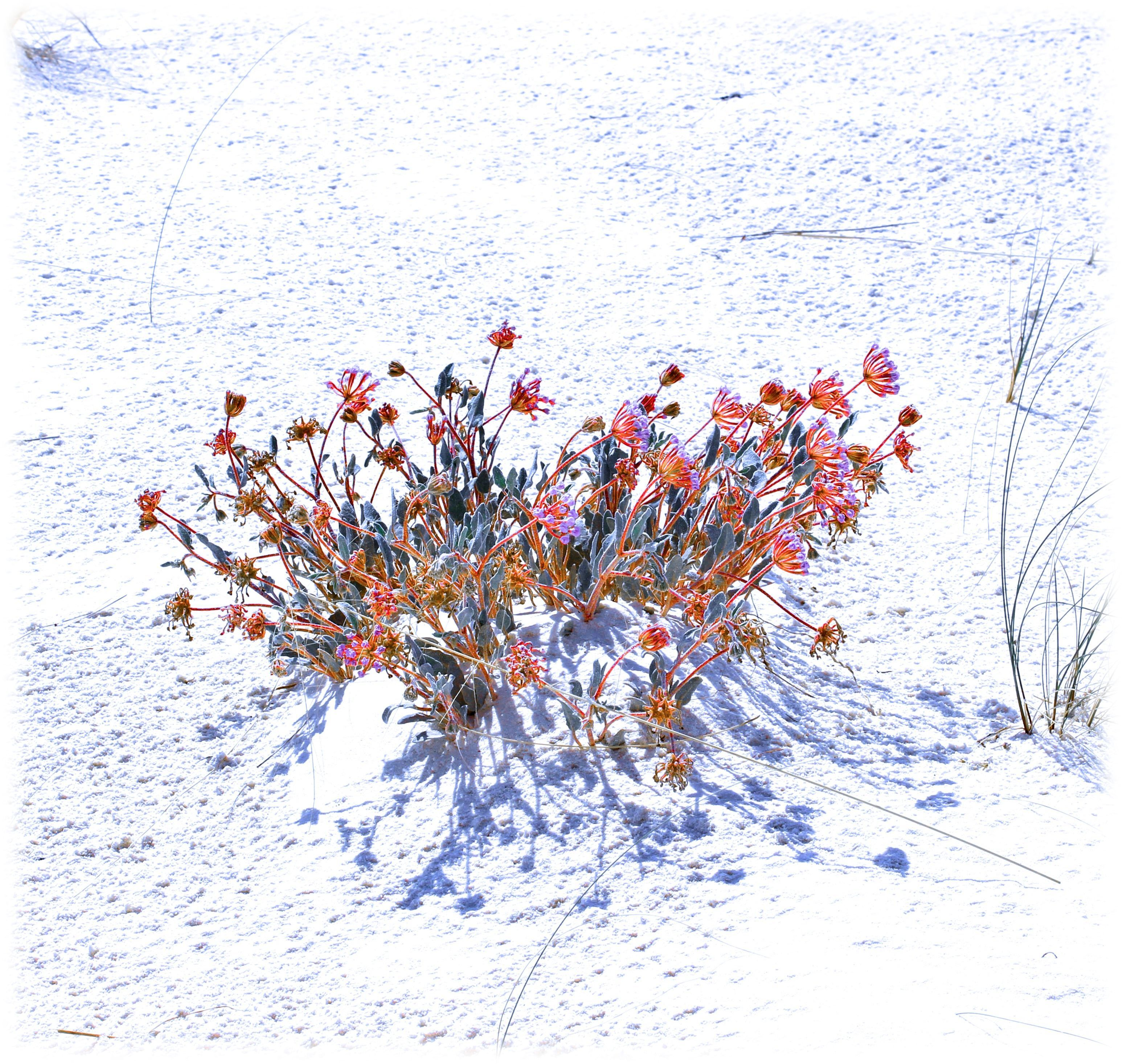
Wunderblumengewächs (Abronia angustifolia)
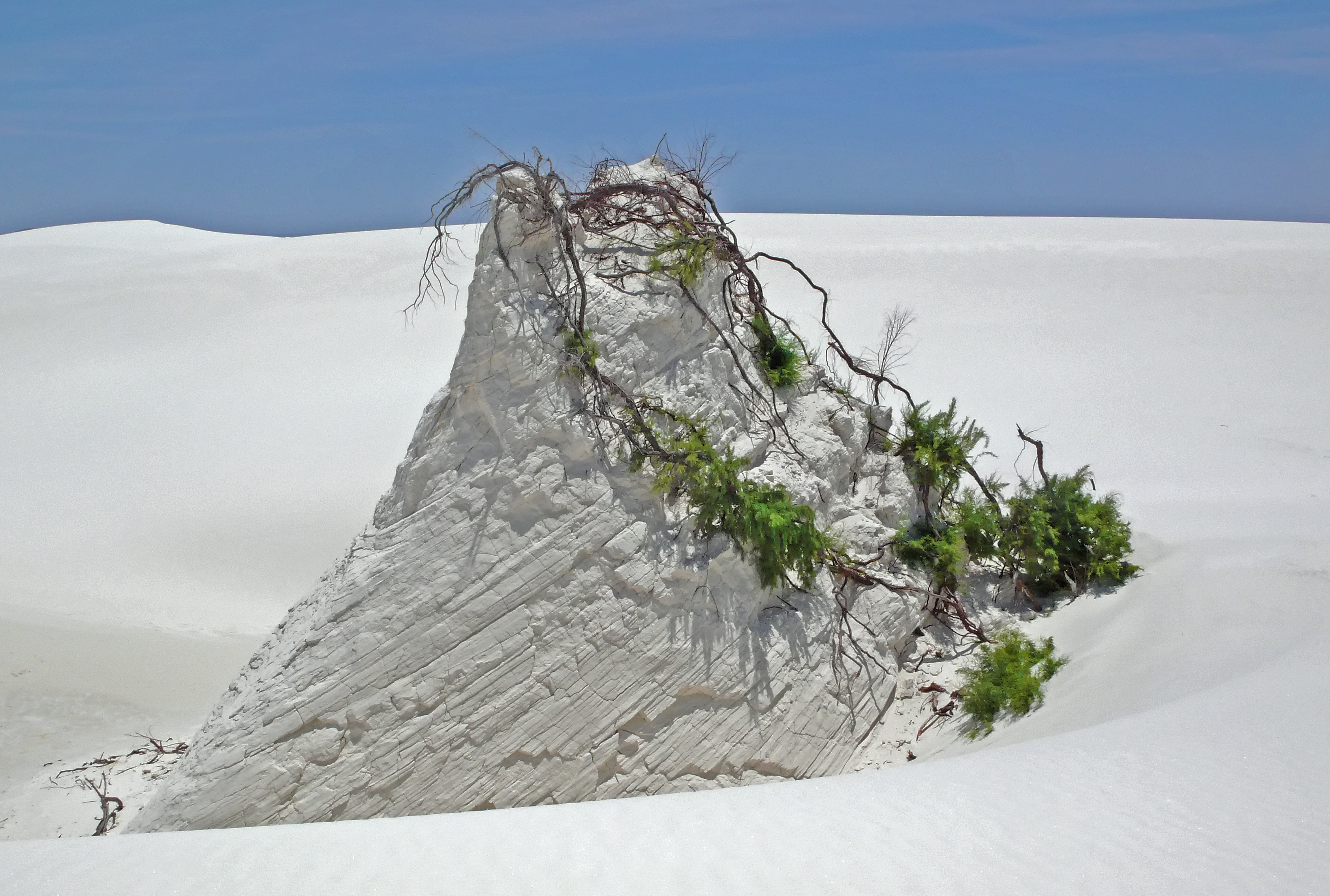
Tamariske (Tamarix) auf einem Yardang

## Fauna
Der Nationalpark zeichnet sich durch eine vielfältige und artenreiche Tierwelt aus. Wie in anderen Wüsten auch, halten sich die meisten Tiere, die hier leben, während der Hitze des Tages in ihren Bauen unter der Erde auf und kommen erst nachts zum Vorschein. Am Morgen kann man im Sand die Spuren von Nagetieren, Kaninchen, Füchsen, Kojoten, Baumstachlern und anderen Nachttieren finden. Eidechsen, Schlangen, Käfer und Vögel sind tagaktiv und können in den Pflanzenbereichen beobachtet werden. Einige wenige Tierarten wie eine Taschenmaus, zwei Eidechsenarten und verschiedene Insekten haben evolutiv eine hellgraue bis weiße Körperfärbung zur Tarnung entwickelt, die sie vor ihren Fressfeinden schützt. Im Tularosa Basin existieren weiterhin vier kleinere, endemische Populationen von Zahnkärpflingen (Cyprinodon tularosa), davon eine im nordöstlichen Randgebiet des Parks im Bach Lost River.

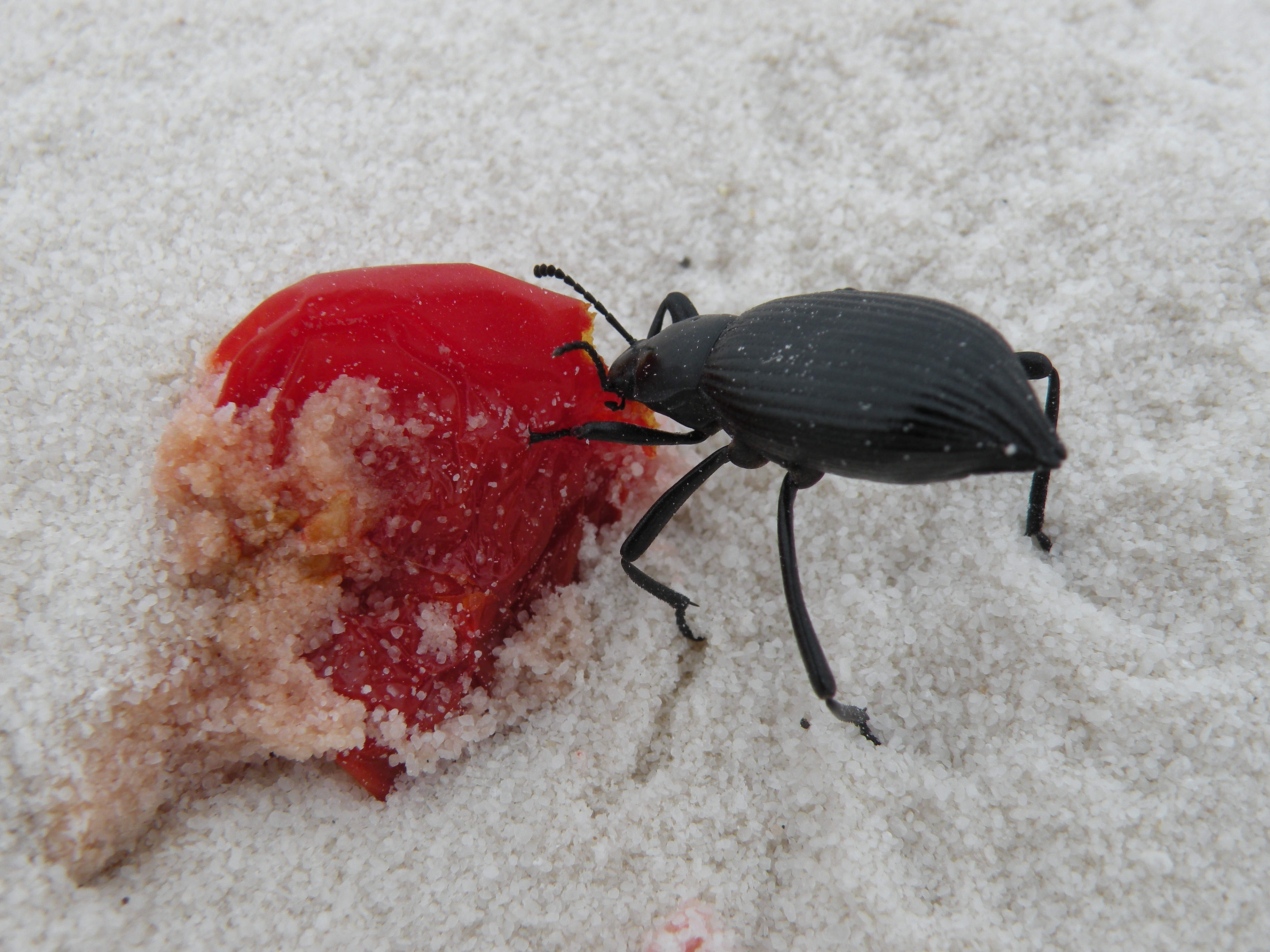
Schwarzkäfer
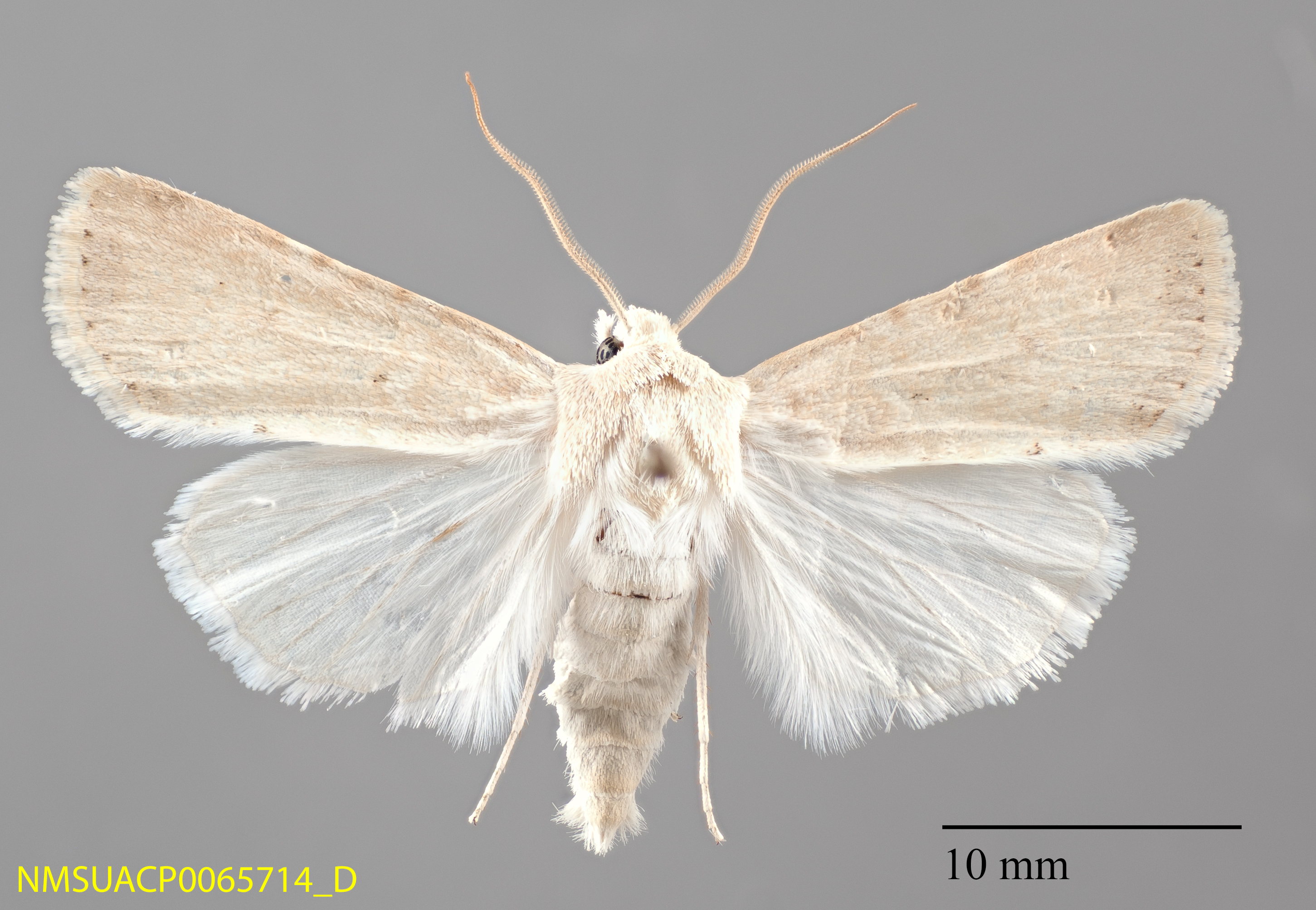
Euxoa tronellus (nachtaktiv)
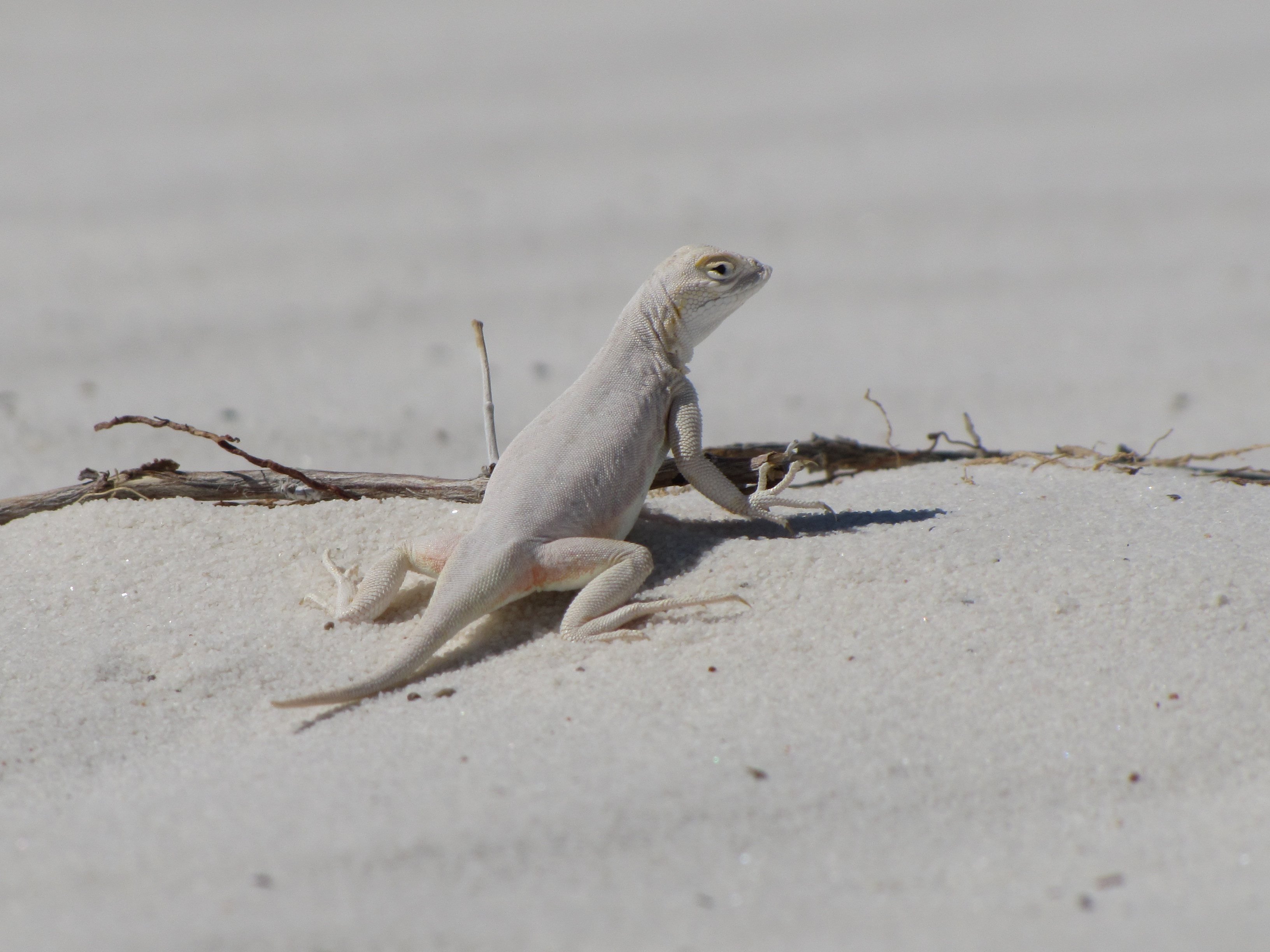
Gefleckter Taubleguan (Holbrookia maculata ruthveni)
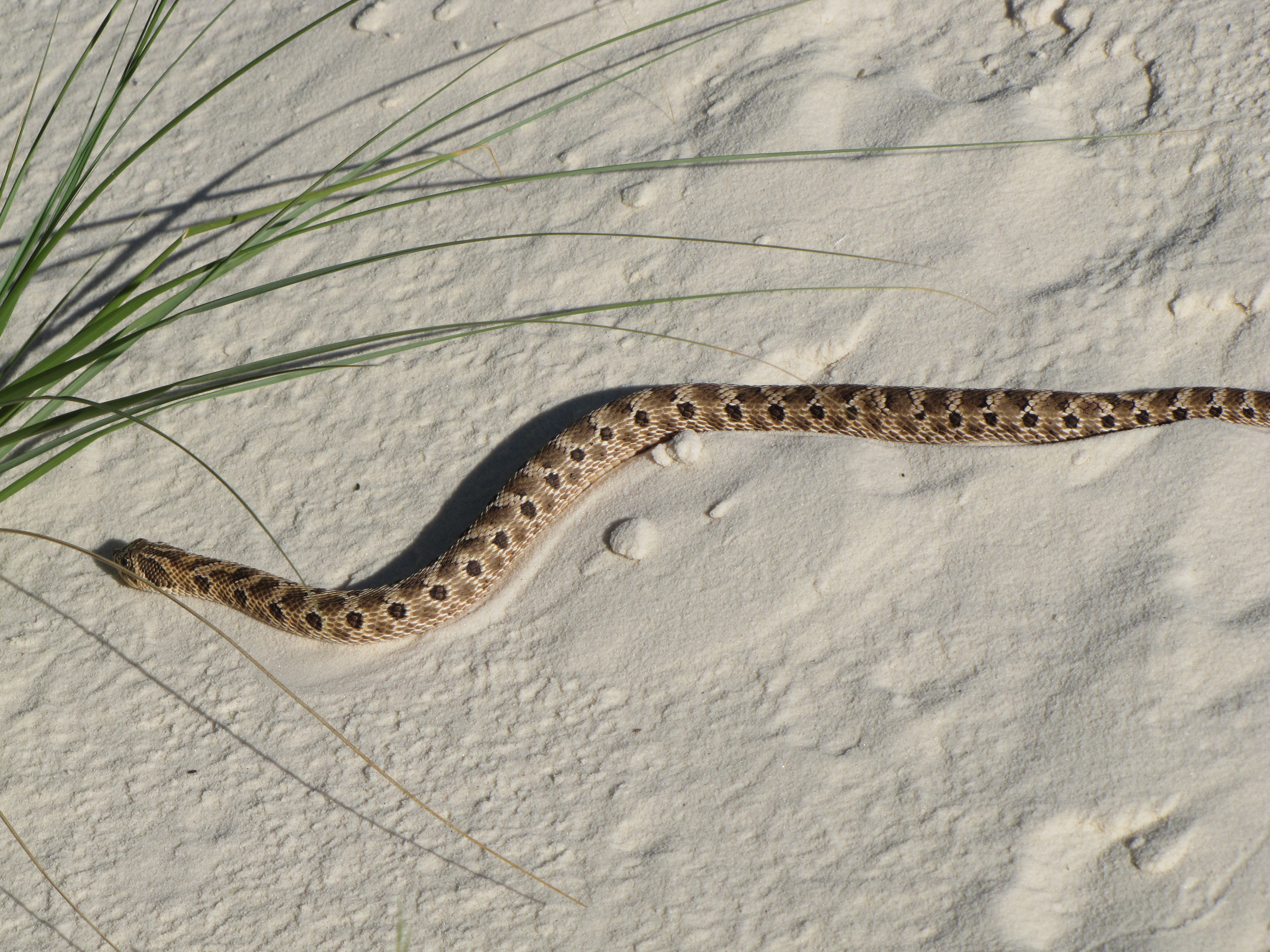
Westliche Hakennasennatter (Heterodon nasicus)
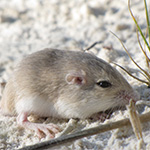
Flachland-Taschenmaus (Perognathus flavescens Apachii)
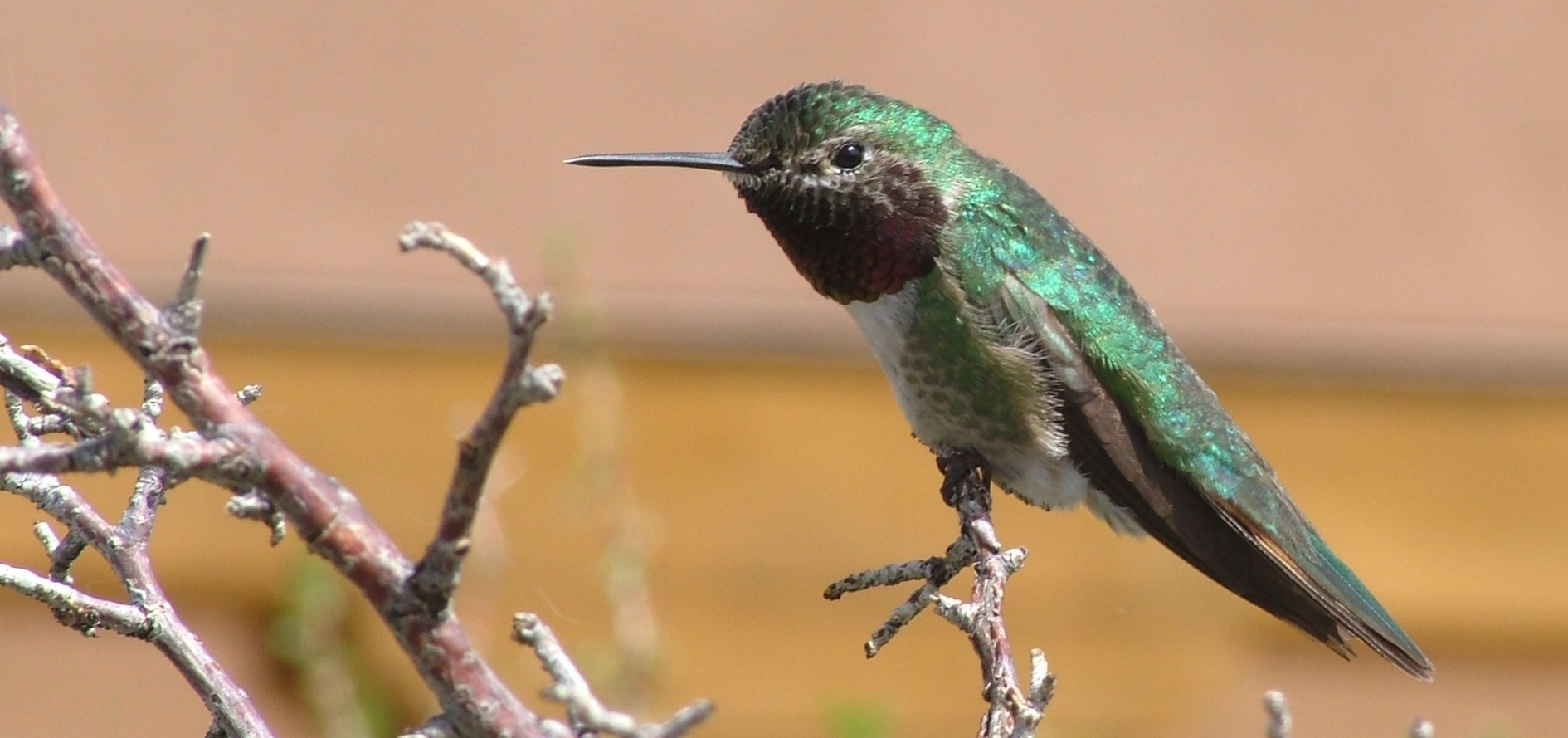
Breitschwanzelfe (Selasphorus platycercus)

## Nationalpark
Ausgehend vom Besucherzentrum am Eingang des Parks führt der Dunes Drive zwölf Kilometer mitten in die Dünen hinein, von wo aus sie über vier markierte Wege zu Fuß erkundet werden können. Im Sommer werden von den Rangern zudem auch geführte Touren angeboten. Etwa ein- bis zweimal in der Woche wird der Park jedoch aus Sicherheitsgründen gesperrt, wenn in der dem Park umgebenden White Sands Missile Range (White-Sands-Raketenbasis) Raketentests durchgeführt werden.
Das Schutzgebiet wurde 1933 als National Monument gegründet. Im Jahr 2008 wurde das National Monument in die Tentativliste zur Nominierung für das UNESCO-Welterbe aufgenommen. Im Dezember 2019 wurde es in einen Nationalpark umgewandelt.

## Fossile Fußabdrücke des Menschen

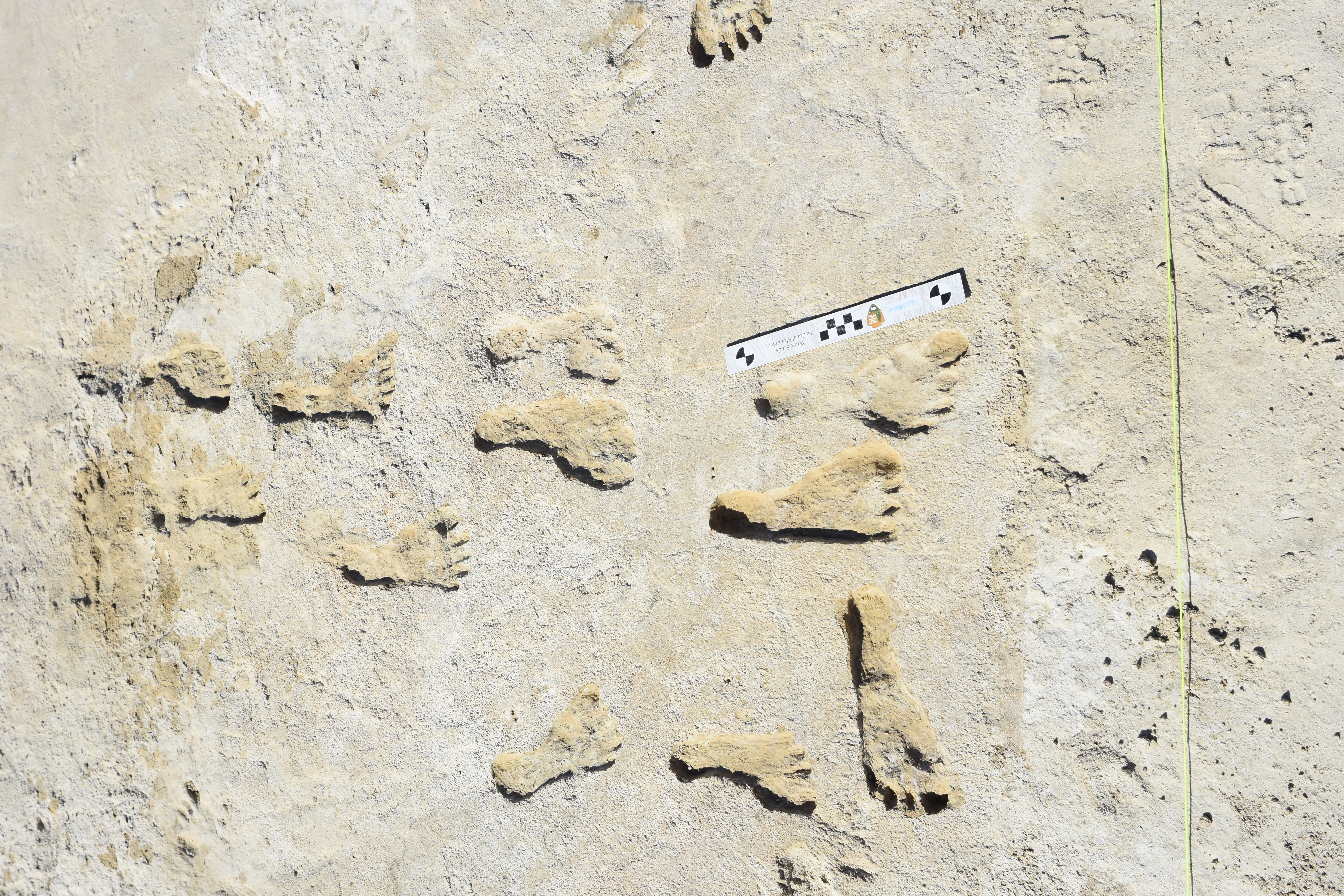
Durch Menschen während der Steinzeit hinterlassene versteinerte Trittsiegel auf einem ausgetrockneten Gewässergrund innerhalb des Tularosa-Beckens.

Im Jahr 2009 wurden in einem ausgetrockneten Seebett Fußabdrücke des anatomisch modernen Menschen (Homo sapiens) entdeckt, die 2021 wissenschaftlich beschrieben wurden. Die Datierung von Samen der Wasserpflanze Ruppia cirrhosa in und zwischen den Abdrücken ergab ein Alter von 23.000 Jahren für die Spuren. Diese indirekte Datierung schrieb den Spuren folglich ihr Entstehen nahe dem Höhepunkt der letzten Kaltzeit und damit fast 10.000 Jahre früher zu als bisherige gesicherte Datierungen des Menschen in Nordamerika. Im Januar 2023 wurde die Datierung in Frage gestellt, da Vergleichproben darauf hindeuteten, dass mit dem Wasser des Fundorts altes 14C in den Pflanzenteilen deponiert wurde. Eine Verfälschung der Radiokarbondatierung um ca. 7.000 bis 10.000 Jahre könne daher nicht ausgeschlossen werden; die Spuren wären – sollten diese Einwände zutreffen – nur rund 13.350 Jahre (cal BP) alt. Daraufhin sammelte das ursprüngliche White-Sands-Forscherteam Kiefern-Pollen – also von Landpflanzen – sowie Quarzkristalle aus dem Bereich oberhalb und unterhalb der Fußabdrücke und ließ sie von bislang nicht beteiligten Instituten datieren. Den Analysen zufolge sind die Pollen 23.000 bis 21.000 Jahre alt, die Datierung der Quarzkristalle mit Hilfe der optisch stimulierten Lumineszenz ergab ein Alter von mindestens 21.500 ± 1.900 Jahren. Diese Daten wurden 2025 erneut mit einer methodisch unabhängigen Untersuchung bestätigt.

## Dokumentarfilme
- Auf den Spuren der ersten Amerikaner. (Originaltitel: Amérique: la nouvelle histoire des premiers hommes.) TV-Dokumentation in HD von Robin Bicknell (Regie), Kanada / Frankreich 2020, deutsche Synchronfassung für Arte 2023 (permanent abrufbar auf: youtube.com).